# Sigatoka

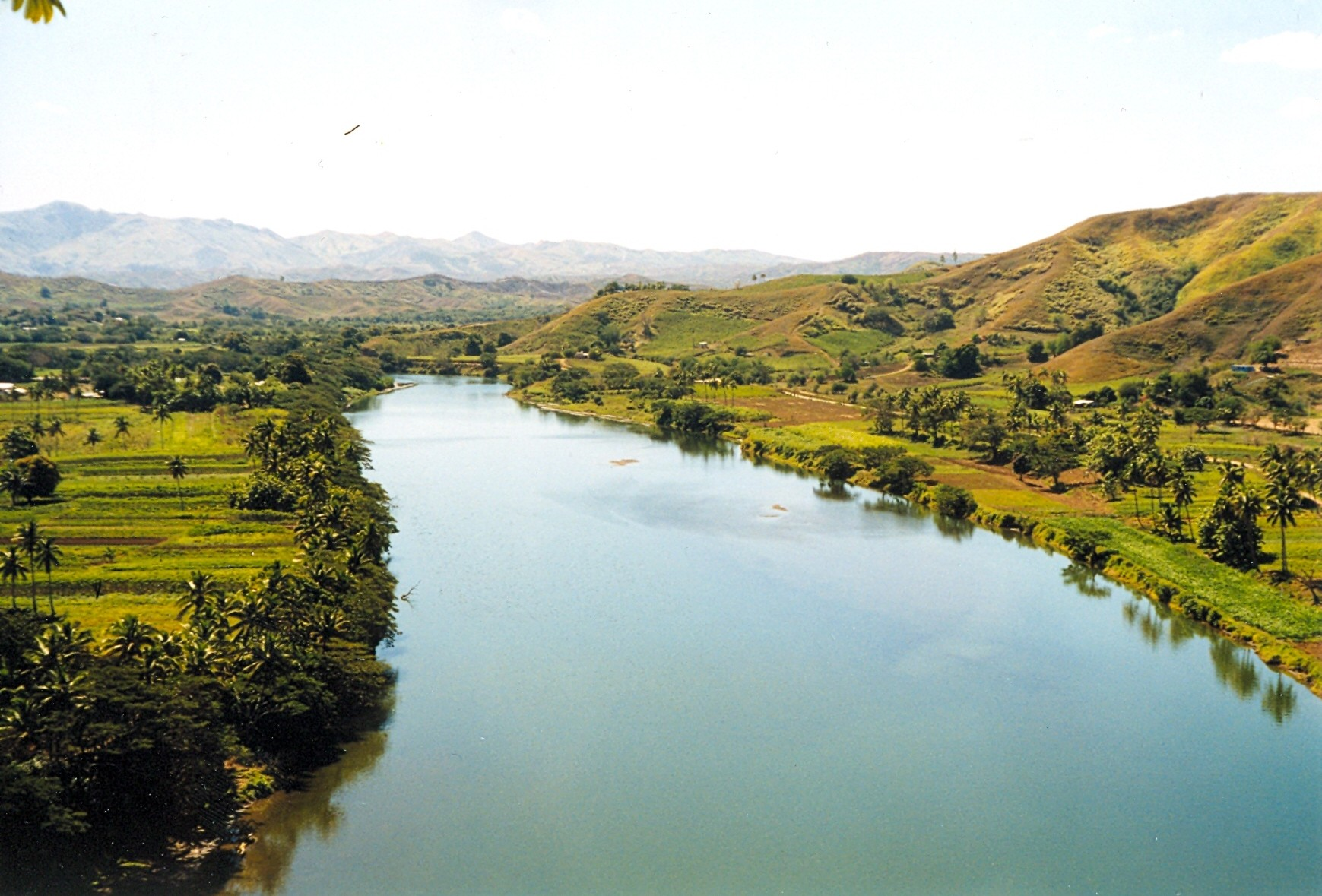
Rzeka Sigatoka, nad którą leży miasto

Sigatoka, Singatoka – miasto na Fidżi, na wyspie Viti Levu (Dystrykt Zachodni, prowincja Nadroga-Navosa). Według danych szacunkowych na rok 2009 liczy 9826 mieszkańców. Jest tu rozwinięty przemysł spożywczy. Oprócz tego miasto jest ośrodkiem turystycznym.